# سكولي لينكس
سكولي لينكس (بالإنجليزية: Skolelinux) هو نظام تشغيل مخصص للاستخدامات التعليمية والمبني على دبيان (وبالتالي يدعى أيضا دبيان التعليمي (Debian-Edu)). يتكون سكولي لينكس من البرمجيات الحرة والمفتوحة المصدر, تاسس المشروع في النرويج. والان يدعم جميع اللغات المدعومة من دبيان. الاسم سكولي لينكس هو ترجمة حرفية من كلمتي مدرسة لينكس (بالإنجليزية: school linux) الكلمة النرويجية. skole مشتقة من الكلمة الاتينية schola.

## الإصدارات
- Skolelinux 1.0- أطلق عليه اسم ( فينيوس: Venus)